# Kimmeridge

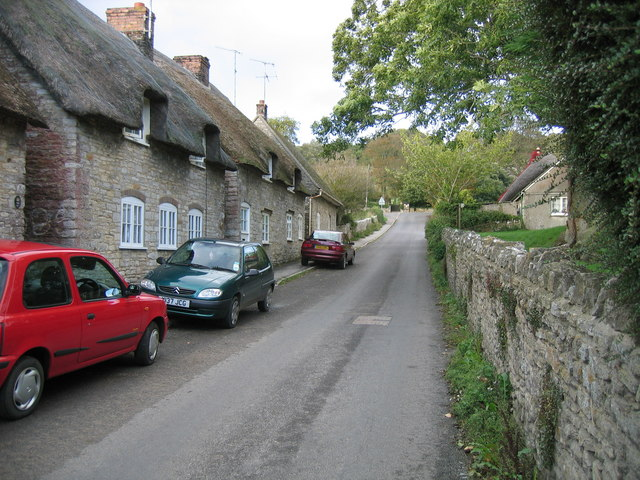
Calle principal de Kimmeridge

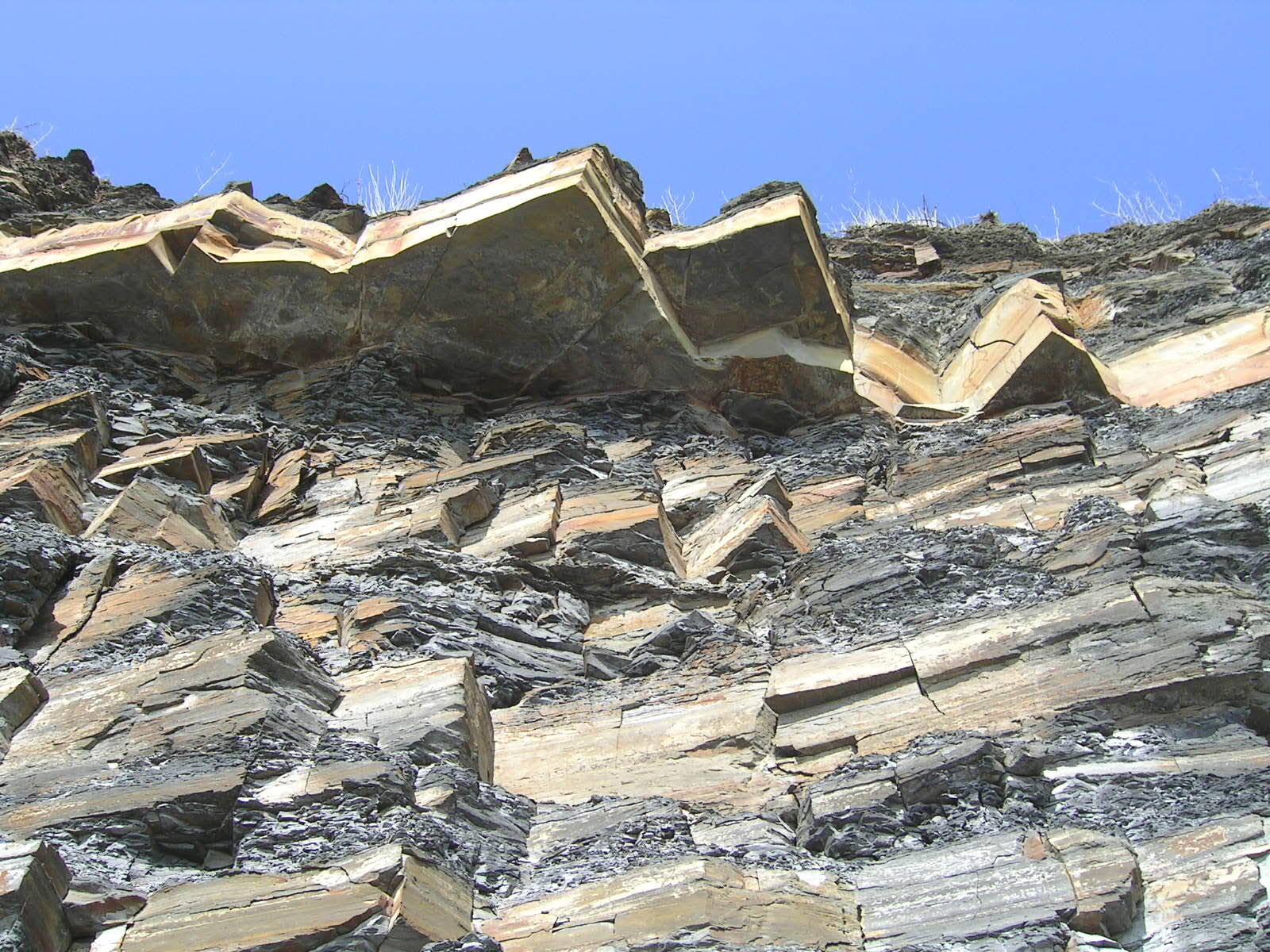
Acantilados jurásicos de lutitas en Kimmeridge.

Kimmeridge es un pequeño pueblo en el distrito de Purbeck (Dorset, Inglaterra), situado sobre las costas del Canal de la Mancha. En el año 2001, contaba con una población de 110 habitantes. La bahía de Kimmeridge constituye un área para la práctica del surf de cierto renombre.
El pueblo yace sobre acantilados jurásicos de lutitass y dio su nombre al Kimmeridgiense, una de las últimas subdivisiones cronológicas del Jurásico, debido a la calidad geológica de los citados acantilados y paleontológica de los fósiles de esa época encontrados allí. Forma parte de la Costa Jurásica, declarada Patrimonio de la Humanidad debido a la variedad de accidentes geográficos que presenta. En honor a la bahía homónima, fue nombrada la formación de arcilla de Kimmeridge, la cual, datada en el mismo período geológico, puede encontrarse en grandes áreas a lo largo del sur de Inglaterra y provee una de las fuentes de rocas para los hidrocarburos hallados en el Mar del Norte y en territorios anteriormente pertenecientes al reino de Wessex.